# Bill Rutherford
William Drake „Bill“ Rutherford junior (* 14. Januar 1939 in Marshalltown, Iowa) ist ein US-amerikanischer Offizier, Jurist und Politiker (Republikanische Partei).

## Werdegang
William Drake Rutherford junior, Sohn von William Drake Rutherford senior, wurde 1939 im Marshall County geboren. Seine Kindheit war vom Zweiten Weltkrieg überschattet. 1946 zog die Familie nach Oregon, wo sein Vater ein erfolgreicher Geschäftsmann und Führer in der Gemeinde McMinnville (Yamhill County) wurde. Er besaß zahlreiche Geschäfte und Discounter im Nordwesten von Oregon. William Drake Rutherford junior wuchs in McMinnville auf und besuchte dort die öffentlichen Schulen. Er wurde viermal zum Schulsprecher seiner High School Klasse gewählt und in die National Honor Society aufgenommen. Später besuchte er die University of Oregon, wo er Geschichte studierte und 1961 mit einem Bachelor of Science graduierte. Während dieser Zeit gehörte er der Studentenverbindungen Sigma Phi Epsilon und Phi Eta Sigma an, den Druids und den Friars. Rutherford studierte dann Jura an der Harvard University, wo er 1964 mit einem Juris Doctor graduierte. Seine Zulassung als Anwalt in Oregon erhielt er im selben Jahr, 1964, allerdings begann er nicht sofort zu praktizieren, sondern verpflichtete sich für zwei Jahre, von 1964 bis 1966, in der US-Army. Er bekleidete den Dienstgrad eines First Lieutenants im Quartermaster Corps. Nach dem Ende seiner Dienstzeit zog er 1966 nach Portland (Oregon). Dort trat er eine Anstellung in der Kanzlei von Maguire, Kester & Cosgrave an, welche auf allgemeine Rechtsstreitigkeiten und Wirtschaftsrecht spezialisiert ist. 1969 verließ er die Kanzlei und trat dann eine Anstellung als Justitiar im Brokerhaus May & Co., Inc., an. Rutherford wurde dort später CEO. 1971 machte er sich als Anwalt selbstständig und eröffnete eine eigene Anwaltspraxis in McMinnville. In der Folgezeit praktizierte er in McMinnville und Newberg. Er wurde Mitglied der Pacific Coast Stock Exchange. Außerdem war er Partner in der Kanzlei von Rutherford, Hansen & Mahr, die auch in McMinnville und Newberg tätig war.
Rutherford ist Mitglied der American Bar Association, der Yamhill County Bar Association und der Oregon State Bar Association. Er kann an den Gerichten von Oregon und dem Federal District Court of Oregon praktizieren. Ferner saß er in den Ausschüssen betreffend das Verwaltungsrecht, das Umweltrecht und die Zukunft im Berufsstand der Juristen. Er ist auch ein Mitglied der Harvard Law School Alumni Association und war von 1974 bis 1975 Präsident von deren Ortsverbands in Oregon. Zuvor saß er im Board of Directors des Kiwanis Club in McMinnville, war Präsident der Handelskammer von McMinnville und Vorsitzender im Committee to Redevelop Downtown McMinnville.
Rutherford wurde 1977, 1979, 1981 und 1983 in das Repräsentantenhaus von Oregon gewählt. Während der Session von 1979 wurde er als Outstanding Legislator of the Ten Mid-Valley Representatives bezeichnet. Darüber hinaus wurde er während dieser Session ausgewählt, um Geschäftsaktivitäten mit dem Büro des Gouverneurs, Victor G. Atiyeh, zu unterhalten. In diesem Zusammenhang traf er sich wöchentlich mit Atiyeh die Gesetzgebung betreffend. Rutherford war stellvertretender Vorsitzender im House Judiciary Committee, sowie Mitglied im House Elections Committee und Pensions Committee of the National Conference of State Legislators.
Der Gouverneur von Oregon Victor G. Atiyeh ernannte ihn 1984 zum neuen Treasurer of State von Oregon, um die Vakanz zu füllen, die durch den Rücktritt von H. Clay Myers entstand. Bei den folgenden Wahlen errang er einen Sieg gegenüber dem Demokraten Grattan Kerans. Er bekleidete den Posten vom 1. April 1984 bis zu seinem Rücktritt am 9. Juli 1987, da er die Studiengebühren für seine zwei Kinder bezahlen musste. Vor seinem Rücktritt musste sich Rutherford einer Untersuchung der Oregon Ethics Commission betreffend Interessenskonflikt stellen, welche aber im Februar 1988 fallen gelassen wurde und Rutherford von ethischen Verstößen freisprach. Während seiner Amtszeit als Treasurer of State war er 1986 Vorsitzender vom Oregon Investment Council. Von 1987 bis 1989 war er Präsident und CEO der ABD International Management Corporation, sowie Mitglied des Board of Directors und des Investment Policy Committees.
Er war 1990 Präsident der Societe Generale Touche Remnant Corporation, sowie Mitglied des Investment Policy Committees und des Board of Directors. Von 1994 bis 1995 war er Direktor für Sonderprojekte, in der Funktion eines COO, für die Metallgesellschaft Corporation, eines internationalen Handels-, Öl- und Gasunternehmens aus Deutschland. Die Metallgesellschaft Corporation war zu diesem Zeitpunkt das zehntgrößte Unternehmen in Europa. Von 1995 bis 1996 war er Principal bei Macadam Capital Partners.
1995 kandidierte er erfolglos als Republikaner für einen Sitz im US-Kongress.
Rutherford war 1997 CEO beim Fibreboard Asbestos Compensation Trust. Er wurde in Who's Who in America und Who's Who in the World aufgeführt. Ferner erschienen Zitate von ihm in The New York Times, The Wall Street Journal, Business Week, Money ManagementForum, The Christian Science Monitor, The Baltimore Sun, Chief Executive Magazine, CNBC, Reuters, Smart Money Magazine, London Guardian und Bloomberg. Rutherford ist der Verfasser von Who Shot Goldilocks?: How Alan Greenspan Did in Our Jobs, Savings, and Retirement Plans.
Er ist Präsident von Rutherford Investment Management, mit Hauptsitz in Portland (Oregon). Seit 2000 war er Vorsitzender bei Metro One Telecommunications. Ferner war er Mitglied bei Nature Conservancy und bei Oregon Community Foundation Investment Board.

## Familie
Rutherford ist mir Karen Anderson verheiratete, der früheren Präsidentin von Clinique. Das Paar hat zwei Kinder: Wayne, welcher einen Master of Education an der Stanford University machte und heute Schulleiter einer internationalen Schule in Sapporo (Japan) ist, und Dr. Melissa Rutherford, Assistenzprofessorin für Psychologie an der McMaster University in der Nähe von Toronto (Kanada).